# Homogeneização (química)

Válvula de homogeneização, um método de homogeneização em alta pressão

Homogeneização é qualquer um dos vários processos usados para tornar uma mistura de dois líquidos mutuamente não-solúveis a mesma em toda a sua extensão. Esse resultado é obtido transformando um dos líquidos em um estado que consiste em partículas extremamente pequenas distribuídas uniformemente pelo outro líquido. Um exemplo típico é a homogeneização do leite, em que os glóbulos de gordura do leite são reduzidos em tamanho e dispersos uniformemente pelo restante do leite.

## Definição
Homogeneização (de "homogêneo", no grego homogenes: homos, mesmo + genos, tipo) é o processo de conversão de dois líquidos imiscíveis (ou seja, líquidos que não são solúveis, em todas as proporções, um no outro) em uma emulsão (mistura de dois ou mais líquidos que são geralmente imiscíveis). Às vezes, distinguem-se dois tipos de homogeneização: homogeneização primária, quando a emulsão é criada diretamente a partir de líquidos separados; e homogeneização secundária, quando a emulsão é criada pela redução do tamanho das gotículas em uma emulsão existente. A homogeneização é obtida por um dispositivo mecânico chamado homogeneizador.

## Aplicação
Uma das aplicações mais antigas da homogeneização é no processamento de leite. Normalmente, ela é precedida pela "padronização" (a mistura de leite de vários rebanhos ou laticínios diferentes para produzir um leite cru mais consistente antes do processamento). A gordura no leite normalmente se separa da água e se acumula na parte superior. A homogeneização quebra a gordura em tamanhos menores para que ela não se separe mais, permitindo a venda de leite sem separação em qualquer especificação de gordura.

## Métodos
A homogeneização do leite é realizada pela mistura de grandes quantidades de leite colhido e, em seguida, forçando o leite a alta pressão por meio de pequenos orifícios. A homogeneização do leite é uma ferramenta essencial do setor de alimentos lácteos para evitar a criação de vários níveis de sabor e concentração de gordura.
Outra aplicação da homogeneização é em refrigerantes, como produtos de cola. A mistura reagente é submetida a intensa homogeneização, a até 35.000 psi, para que os vários constituintes não se separem durante o armazenamento ou a distribuição.